# Momuna jezik
Momuna jezik (ISO 639-3: mqf; somage, somahai, sumohai), glavni jezik porodice somahai, nekad dio transnovogvinejske porodice, koji se govori od nekih 2 000 ljudi (2000 S. Wurm) uz rijeke Bim (istočna pritoka Balima) i Catalina, Irian Jaya, Indonezija.
Naziv Somahai dali su im Yali, a znači 'lowland people'. Sela: Sumo, Dekai, Moruku, Indama, Tuwo.

## Vanjske poveznice
- Ethnologue (14th)
- Ethnologue (15th)